# Eustrotia crassistriga
Eustrotia crassistriga är en fjärilsart som beskrevs av Otto Staudinger. Eustrotia crassistriga ingår i släktet Eustrotia och familjen nattflyn. Inga underarter finns listade i Catalogue of Life.